# Штраус, Людвиг
Людвиг Штраус (нем. Ludwig Strauss; 28 марта 1835, Прессбург — 15 октября 1899, Кембридж) — австрийско-британский скрипач и альтист.
Из еврейской семьи. Окончил Венскую консерваторию, ученик Йозефа Бёма и Йозефа Хельмесбергера. В 1850 г. дебютировал на венской сцене. С 1859 г. концертмейстер оркестра в муниципальном театре Франкфурта-на-Майне. С 1864 года жил и работал в Великобритании, занимал пост концертмейстера в придворном оркестре, в 1872—1888 гг. концертмейстер Оркестра Халле. Пользовался также известностью как ансамблист, в том числе в составе струнного квартета с участием второй скрипки Луи Риса и виолончелиста Альфредо Пиатти; Британская энциклопедия в 1911 году выделяла именно ансамблевую игру Штрауса, отмечая, что необходимая для неё «способность к самоумалению» (англ. power of self-effacement) естественно вытекала из мягкости его характера. Преподавал в Королевской академии музыки. C 1893 г. по состоянию здоровья на пенсии.
Племянница Штрауса — британский химик Ида Фройнд (Ida Freund, 1863—1914).